# Hamiltons ångestskala
Hamiltons ångestskala (engelska Hamilton Anxiety Scale, HAMA) är en skala som skattar ångestnivån hos en person. Skalans upphovsman är Max Hamilton.